# 鄔質義
鄔質義（?—?），廣東省廣州府番禺縣人，清朝政治人物、進士出身。
光緒三年（1877年），参加丁丑科殿試，登進士二甲第120名。同年五月，分部學習。